# Dalum kloster

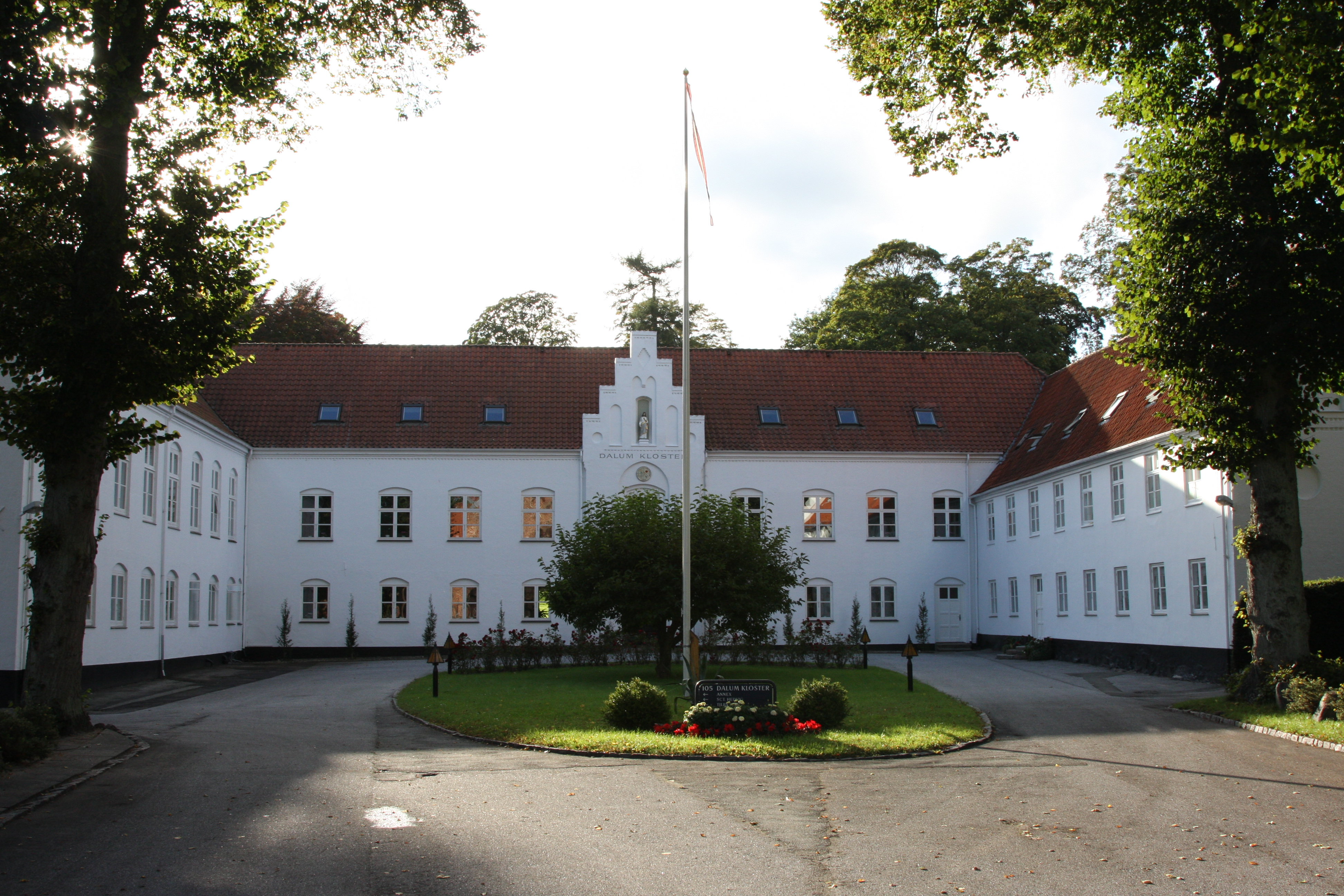
Dalum klosters huvudbyggnad

Dalum kloster var ett danskt kloster på Fyn, fyra kilometer söder om Odense, aktivt mellan 1100-talet och 1580.
Klostret instiftades i slutet av 1100-talet för benediktinnunnor. Klostret blev rikt och mäktigt, men klostertukten skall mot slutet av medeltiden varit undergrävd, och romantiska historier har berättats om nunnorna i Dalum. Klostret drogs in till kronan under reformationen och förlänades av kungen till en adelsfamilj på villkor att de före detta nunnorna fick bo kvar i byggnaden till sin död. Anläggningen fungerade som kloster fram till 1580 då den sista nunnan dog. Det blev sedan säteri under namnet Christiansdal. 
1906 förvärvades tomten av den katolska Sankt Hedvigsorden som inredde ett vilohem och byggde ett kapell.
I gårdens ena bostadslänga finns rester av det gamla klostret. Klosterkyrkan, från 1200-talet i övergångsstil mellan romansk stil och gotik är delvis bevarad.